# Esther (Händel)
Esther (HWV 50) és un oratori en tres actes escrit per Georg Friedrich Händel, considerat com el primer oratori anglés. L'obra està basada en le llibre bíblic d'Esther, a partir de la versió teatral que en va fer Jean Racine. Escrita originalment per a ser representada escènicament el 1718, Händel la va revisar i convertir en oratori el 1732.

## Història
L'obra va ser composta inicialment el 1718 en forma de mascarada, (HWV 50a) en els inicis de la carrera musical de Händel a Anglaterra, durant el període en el que es trobava al servei del Duc de Chandos, a Cannons, entre agost de 1717 i febrer de 1719. Durant aquest període de Handel a Cannons, el compositor va escrioure un conjunt important d'obres, entre les quals els Chandos Anthems (HWV 246-256) o la mascarada Acis and Galatea (HWV 49). Tot i que aquesta primera versió d'Esther és poc coneguda, l'obrà continuà evolucionant i el 1720 Händel en feu una revisió que possiblement es presentà també a la residència del Duc de Chandos, a Cannons. Aquesta segona versió, en sis escenes, per a soprano, contralt, dos tenors i dos baixos, amb els solistes ocupant-se també de les parts corals. Tot i que no hi ha evidències, és possible que es s'estrenés de forma semirepresentada.

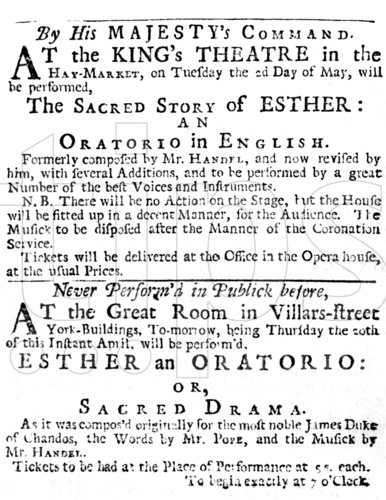
Cartell anunciador de l'estrena dEsther al King's Theatre de Londres, el 1732

Més endavant, el 1731, quan Händel ja s'havia consolidat com a compositor d'òperes italianes als escenaris londinencs, va voler recuperar Esther. La raó principal que l'animà a fer-ho és que, sense la seva autorització i sense que el compositor hi participés ni n'obtingués cap benefici, l'obra es va representar amb prou èxit en un escenari londinenc. Les limitacions imposades per les autoritats eclesiàstiques amb relació a la representació d'escenes bíbliques als teatres d'òpera, però, el va empènyer a convertir l'obra escènica de 1718 en un oratori, en tres actes, la versió definitiva del qual s'estrenà el 2 de maig de 1732 al King's Theatre, a Haymarket.
L'obra es presentà al públic com una mena d'apèndix a la temporada operística, amb la participació dels cantants habituals del repertori operístic italià que tant èxit tenia, però sense escenografia ni moviment escènic. Aquesta va ser la primera obra d'aquests tipus que es va presentar a Anglaterra, donant origen al gènere de l'oratori anglès en el que tants èxits va recollir el compositor. L'estrena va resultar exitosa i fins al 20 de maig se'n van fer un total de 6 representacions.
El llibret està basat en una de les tragèdies bíbliques que Jean Racine va escriure per a l'internat femení de Saint-Cyr. El llibret utilitzat per Händel fou escrit per John Arbuthnot i Alexander Pope. L'argument, basat en el personatge bíblic d'Esther, presenta certes diferències respecte el relat bíblic, tot alterant certs detalls de la història.
Per a la música, Händel utilitzà moltes seccions de la seva Brockes Passion, l'oratori en alemany amb llibret de Barthold Heinrich Brockes, que havia compost uns anys abans d'establir-se a Anglaterra i que va aparèixer publicat el 1712.
Musicalment, cal destacar l'ària "Tune your harps with cheerful strains", que té un acompanyament de corda en pizzicato. També una arpa que s'utilitza amb l'orquestra en la següent ària. L'obra s'acaba amb un llarg i grandiós moviment coral.
La seva popularitat actual és gràcies al musicòleg John H. Roberts que la va recuperar i va fer estudis sobre aquesta obra. Es va fer una representació moderna a Londres l'any 2013.

## Argument
Esther és una jove jueva que viu amb Mardoqueo, un conseller del gran rei de Pèrsia, el rei Ahaseurus. El rei li recompensa el seu valor, ja que l'havia salvat de ser assassinat. Ahaseurus rebutja la dona que havia de ser la seva esposa i tria a Esther. En un altre escena, el cap de govern, Amán, té un plet amb Mardoqueo, ja que aquest es nega a inclinar-se davant d'ell al·legant que només s'inclinarà davant del seu Déu. Indignat per aquesta reacció, Amán pren represàlies i mana que exterminin tots els jueus de l'imperi. Mentre se celebra el casament reial, li arriba la notícia a Esther de l'ordre d'extermini i juntament amb Mardoqueo s'adonen que el rei ha donat el vistiplau a la matança.
En aquella època estava penat acostar-se al rei per demanar-li alguna cosa sense que ell ho hagués autoritzat; però Esther corre el risc per tal d'intentar salvar al seu poble.
Sortosament, el rei perdona aquesta manca de protocol i escolta els precs d'Esther. Esther convida a sopar al rei i allà li recorda el valor de Mardoqueo que li va salvar la vida i li revela el seu origen jueu; per tant, haurien de morir també ella i Mardoqueo. Amán havia preparat una forca per ajusticiar Mardoqueo però el rei obliga a Amán a executar-se en el seu lloc. Al final, els jueus donen les gràcies a Déu per la seva salvació.

## Característiques musicals
Ahaseurus (tenor) és un paper d'una gran expressivitat, en un to seriós d'acord amb el seu personatge i habitualment hi ha força repeticions del text.Esther, una soprano, destaca per l'ús de la coloratura i, alhora, un caràcter; també destaca l'ús de recursos expressius en el moment del prec al rei. Mardoqueo posseeix un tipus de cant net però amb una escassa varietat tonal. També apareixen un altre tipus de registres usuals en el barroc, com un sacerdot en el registre de contratenor, que podria haver estat interpretat per un castrato de l'època.
L'obra, a l'ésser en gran part considerada com a oratori, fa ús del cor i s'observen les influències de la tradició coral alemanya i, també, dels recursos musicals anglesos del moment.
El cant va acompanyat d'una orquestra de petites proporcions que té el seu protagonisme instrumental en una obertura lírica a l'inici.

## Personatges

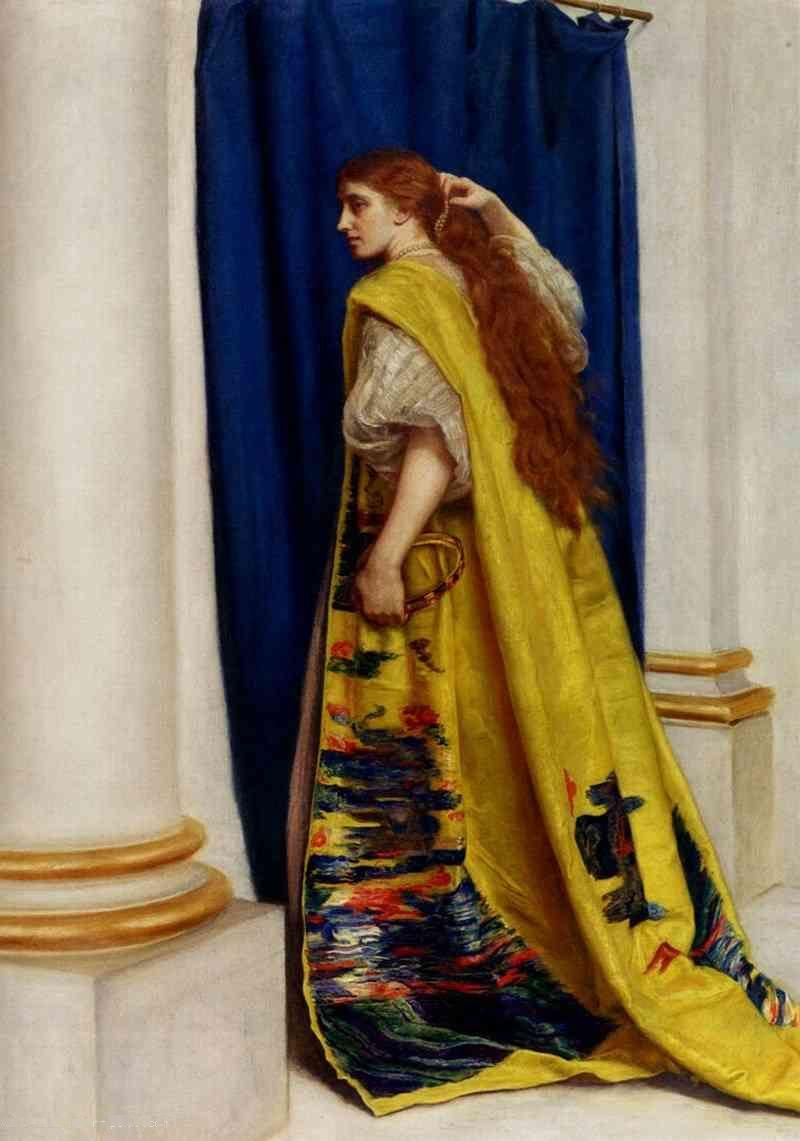
Esther per John Everett Millais

- Esther (soprano).
- Ahasuerus, Rei de Pèrsia (tenor).
- Mardoque (tenor).
- Aman (baix).
- Dona israeliana (soprano).
- Sacerdot (contralt).
- Primer israelita (tenor).
- Segon israelita (baix).
- Habdonah (baix).
- Oficial persa (baix).

CORS:
- Cor d'israelites.
- Cor de soldats perses.